# Vladimir Bierko
Vladimir I. Bierko es uno de los personajes ficticios y villanos centrales de la serie norteamericana 24.

## Perfil
Bierko es un multimillonario y magnate del petróleo y del tráfico de armas en Rusia y sus repúblicas independizadas. Durante años, ha financiado las operaciones de grupos separatistas de las repúblicas centrales de Asia, aunque la FSB rusa (algo así como la NSA norteamericana) ha sospechado que es más que un simple colaborador.
Las tierras natales de Bierko han sido ocupadas por los rusos desde hace por lo menos 200 años... y unos 12 meses antes del inicio de la Temporada 5, ha puesto en marcha un plan que le permitiría lograr la liberación de sus tierras ancestrales, por la fuerza si es necesario.

## Vladimir Bierko en 24

### Previo a la Temporada 5
En algún momento entre las temporadas 4 y 5, los contactos de Bierko obtendrían un enlace con un exagente de la CIA norteamericana, llamado James Nathanson, quien les proveería las claves, localización y acceso a los contenedores de gas nervioso "Sentox", desarrollado en secreto por un contratista del DoD. El brazo armado de Bierko en Norteamérica, liderado por Ivan Erwich, haría el enlace con Nathanson y procuraría sacar los contenedores de gas nervioso del país para usarlos en un ataque a gran escala contra Moscú.
Sin embargo, tres meses antes del inicio de la temporada, y mientras Nathanson se encontraba en la fase de asegurar los contenedores de gas nervios en su ubicación para la recepción, Bierko desaparecería del radar.

### Temporada 5
Bierko aparece por primera vez en el episodio 9 de la quinta temporada, escondido en alguna parte de L.A.; tras una exitosa prueba del gas nervioso por parte de su subordinado, Ivan Erwich, Bierko se enfurece: para él, el objetivo es atacar "al corazón de Rusia", y su subordinado ha desperdiciado su arma "en un puñado de americanos". Bierko castiga a Erwich con la muerte. Luego ordena la búsqueda y eliminación de Nathanson.
Con la imposibilidad de atacar a Rusia directamente, Bierko decide atacarla en tierra extranjera. Para esto contacta con el presidente Charles Logan y le ordena que le sea entregada la ruta de la comitiva del Presidente ruso, Yuri Suvurov, o de lo contrario el gas nervioso será liberado en su totalidad. Logan no tiene más remedio que entregar la ruta y un ataque a la comitiva es preparado. Sólo la detección de charlas extrañas por parte de Edgar Stiles en la UAT y la experiencia del agente del Servicio Secreto Aaron Pierce logran evitar que el atentado tenga éxito.
Bierko entonces decide atacar directamente a la UAT por medio de una tarjeta de acceso robada a Lynn McGill. Para abrirse camino, ordena un ataque a un hospital como modo de crear una distracción. Este ataque es detenido por Curtis Manning. Sin embargo, el hombre de Bierko logra acceder la UAT y liberar gas nervioso al interior, eliminando al 40% del personal, entre ellos Edgar Stiles y Tony Almeida (este último indirectamente). Con esto, Bierko sólo conserva 17 contenedores de gas nervioso.
Sin la intervención de la UAT, Los Ángeles es puesta bajo ley marcial. Bierko no tiene más elección que liberar un ataque coordinado con todos sus contenedores en una única localización: la distribuidora de gas natural de Wilshire. Bierko estima las pérdidas que puede causar en el orden de 200.000 vidas. La UAT logra detener este ataque tras un intercambio de información con el contacto de Bierko, una mujer llamada Collete Stenger. Tras el ataque, Bierko se enfrenta a Jack pero cae inconsciente por la explosión de las instalaciones, y es llevado en este estado a custodia.
No se sabría más de Bierko hasta varias horas después, cuando se recupera de su mal estado y es ordenada su transferencia a los cuarteles de División de Los Ángeles. Karen Hayes confronta a Bierko, pero este ya tiene planeado su escape: poco después de salir el convoy de la UAT, es atacado por vehículos armados que rescatan a Bierko. Los hombres de Bierko han conservado un último contenedor de gas nervioso, pero creen que no pueden hacer mucho daño con sólo uno. Bierko responde, "estás tan equivocado".
En efecto, por medio de un contacto de Christopher Henderson, Bierko logra encontrar el submarino ruso Natalia estacionado en el muelle civil de L.A.; usando el gas nervioso elimina al personal y toma el control para lanzar un ataque con misiles. Jack y Henderson deben unir fuerzas para detenerlo: logran abordar el submarino con ayuda del único oficial de ingeniería sobreviviente, y Jack se dedica a eliminar a los hombres de Bierko mientras Henderson decodifica y destruye el programa de lanzamiento. Cuando Henderson cumple su cometido, Jack es atacado por Bierko y su último asistente; Jack se cuelga de un techo y elimina al asistente de Bierko para luego detener a éste usando sus piernas, terminando con la vida de Bierko con una llave rompecuellos en esa posición.
Con Bierko eliminado, el submarino es recuperado y termina la amenaza contra los Estados Unidos y contra Rusia.

## Otros Detalles
A diferencia de los primeros villanos de la serie, Bierko es un hombre que no opera tras bambalinas delegando a otros su misión, sino que se compromete en persona para llevar a cabo las operaciones y no teme tomar personalmente el mando de cualquier operación necesaria, como puede verse en los episodios 9, 11, 14 y 23 de la quinta temporada: él personalmente toma el control y se responsabiliza de llevar a cabo las amenazas con gas nervioso. En este sentido es más parecido a Habib Marwan que a otros villanos de la serie, pudiendo ser descrito como un "villano por fases".
Desde Viktor Drazen en la primera temporada, Bierko es el primer "gran villano" al que Jack Bauer elimina personalmente; junto con él y con los Hermanos Salazar, es uno de los pocos villanos cuyo interés no es atacar a los Estados Unidos particularmente.
- Datos: Q4348398